# Nhà nước Indore

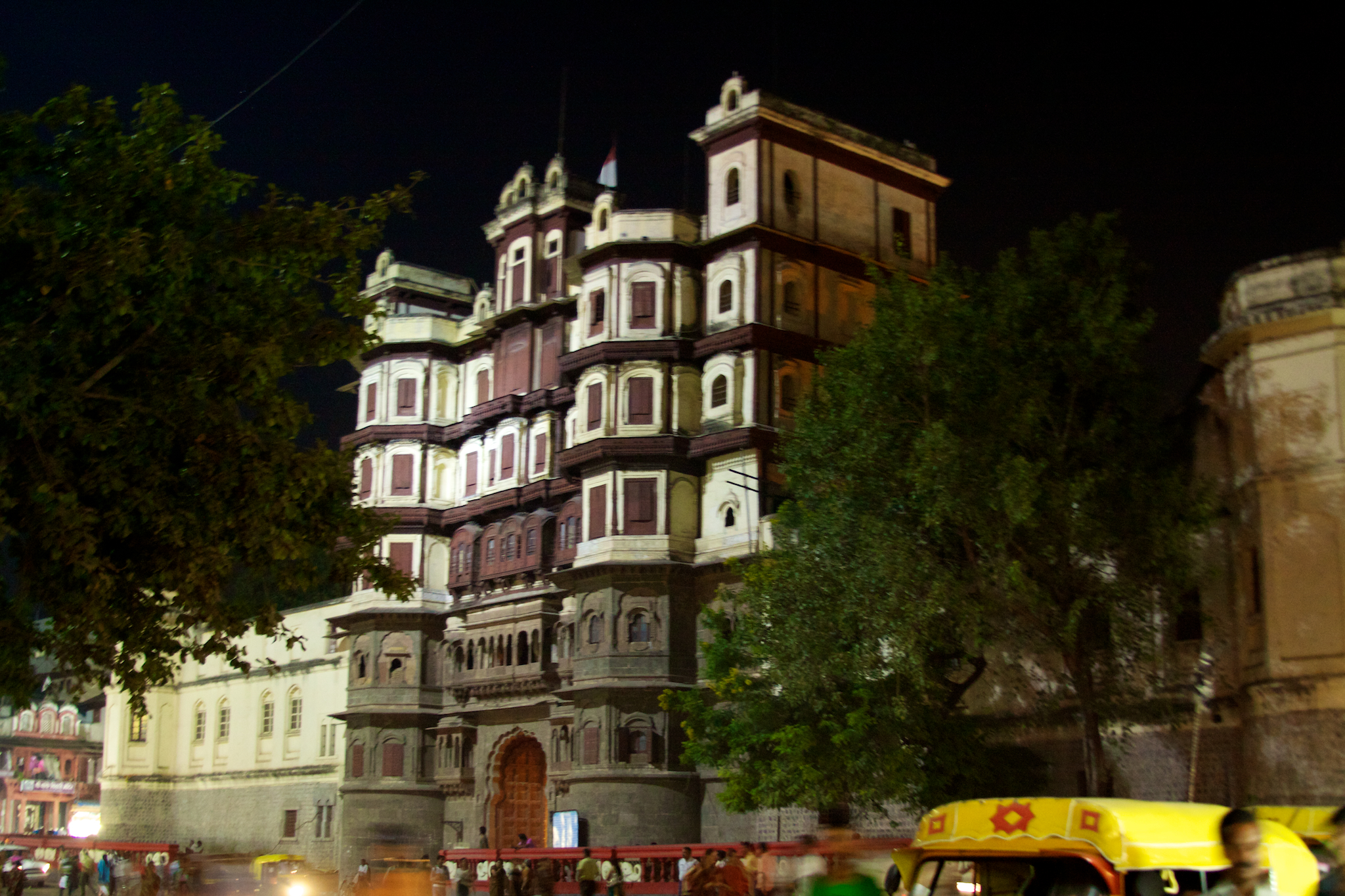
Rajawada (cung điện cũ) của Indore

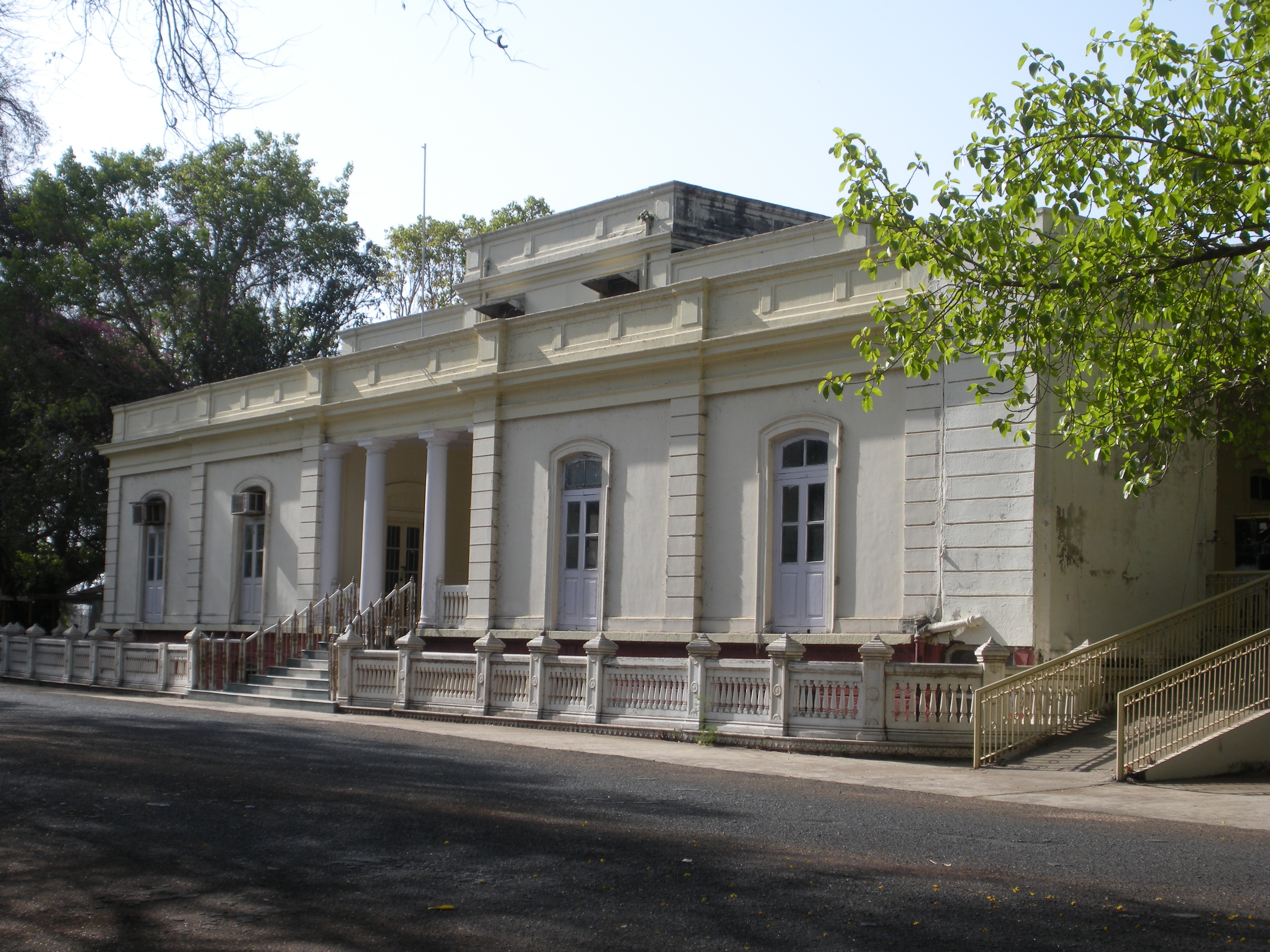
Cung điện Sukhnivas

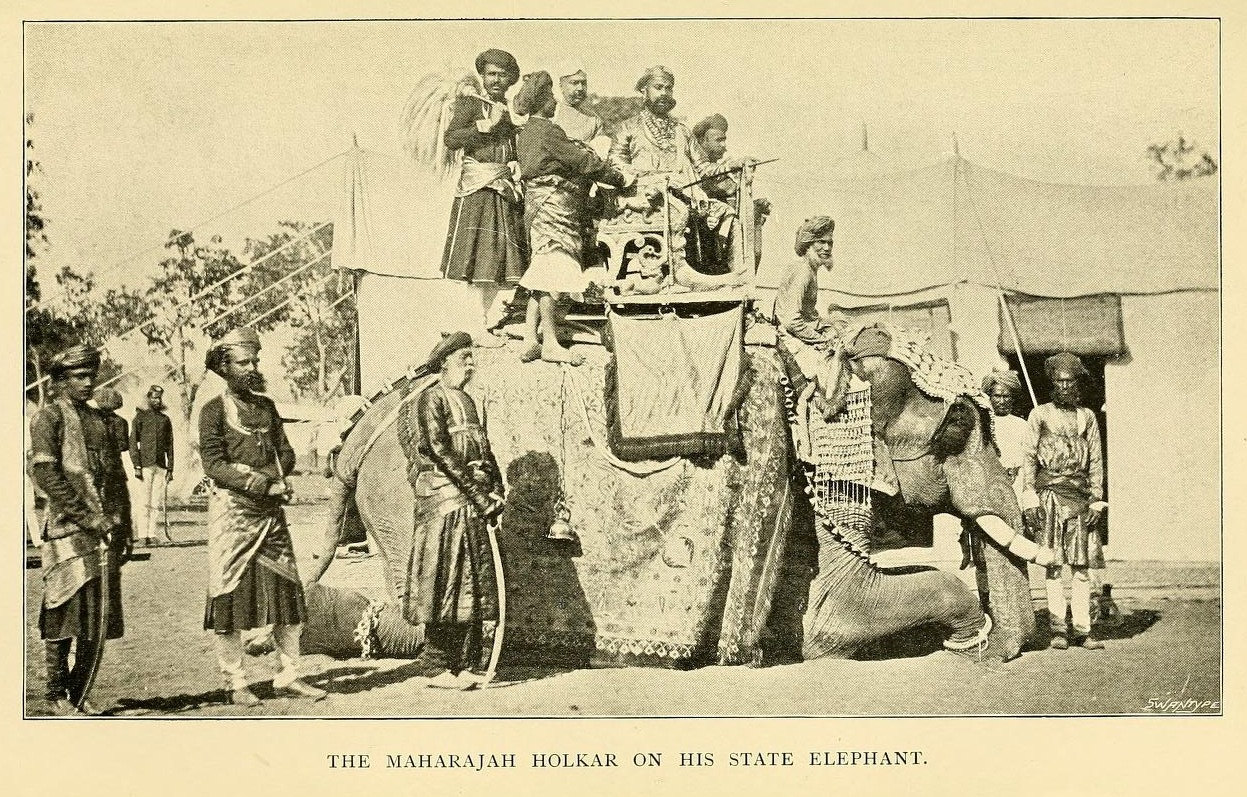
Maharaja của Indore trên lưng voi

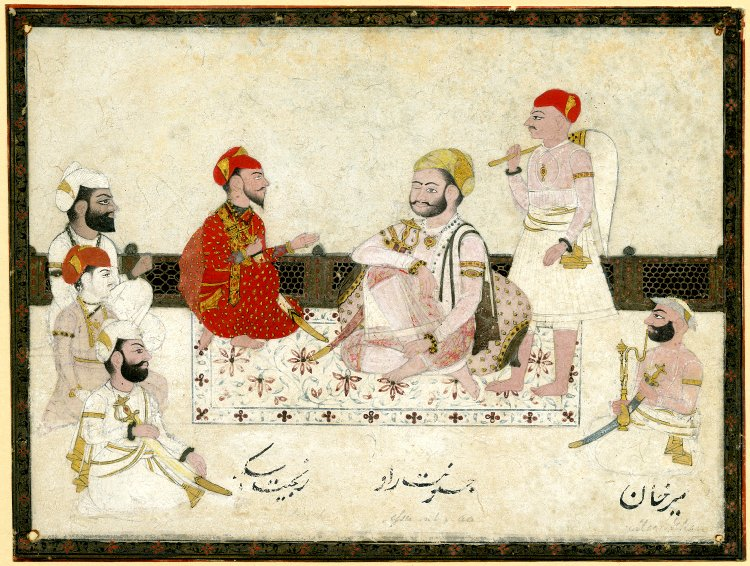
Yashwant Rao Holkar và Ranjit Singh năm 1805

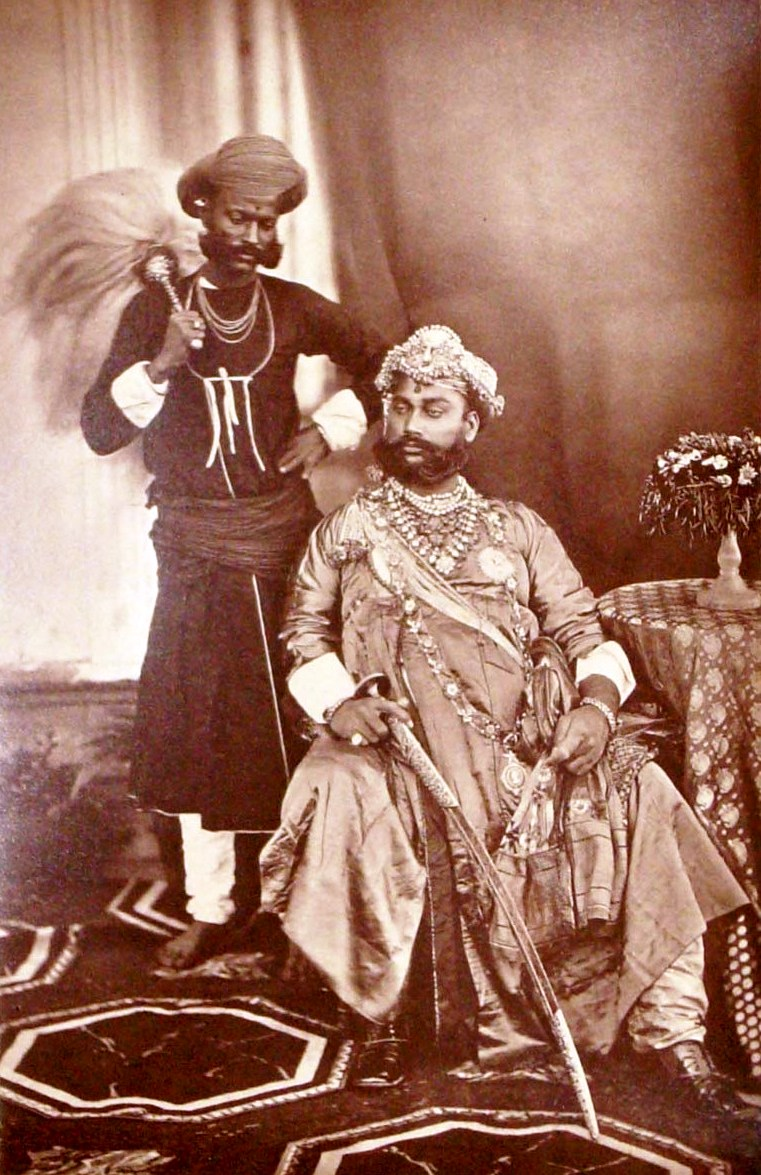
Maharaja Tukojirao Holkar II

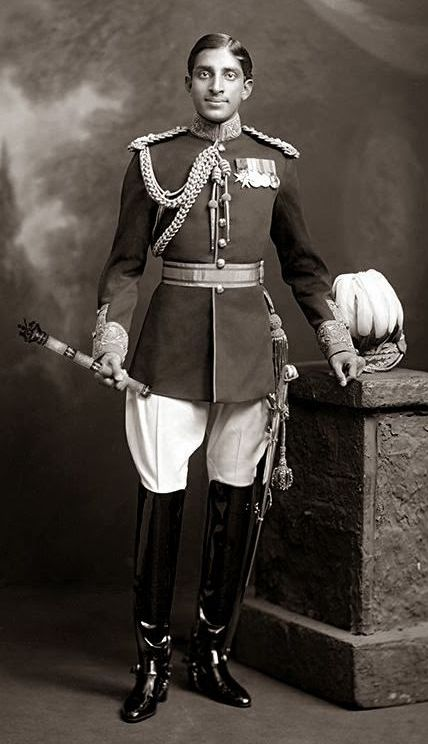
Tukojirao Holkar III, Maharaja của Indore

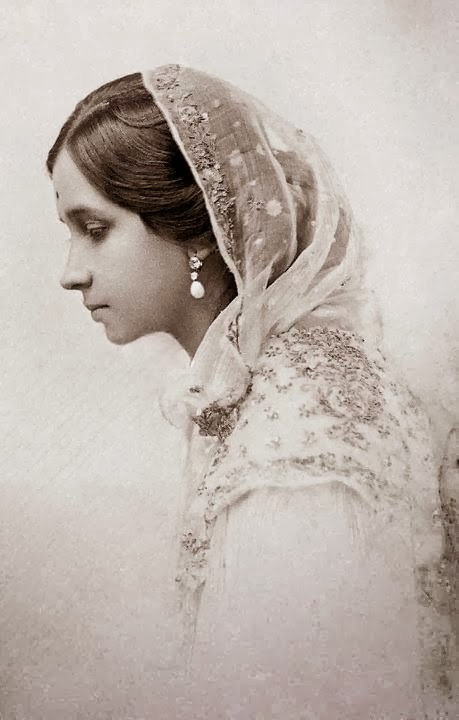
Maharani Shrimant Chandravati Bai Sahib Holkar, vợ đầu tiên của Maharaja Tukojirao Holkar III của Indore

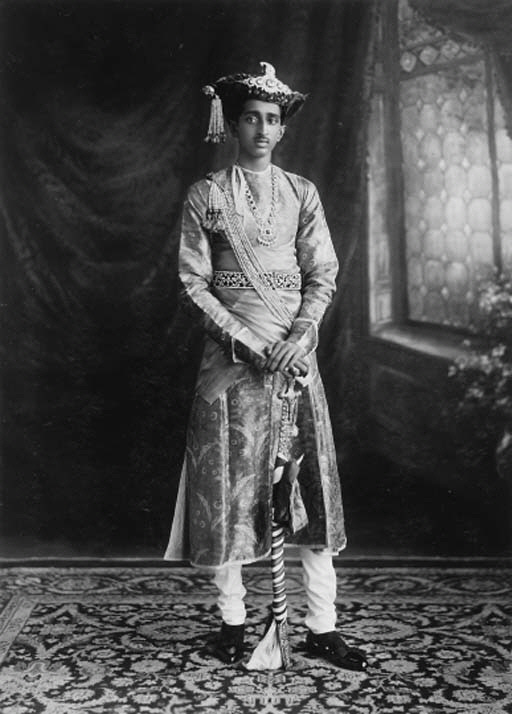
Yashwantrao Holkar II

Nhà nước Indore, còn được gọi là Nhà nước Holkar, là một phiên vương quốc trên Tiểu lục địa Ấn Độ. Những người cai trị nó thuộc về Holkar. Indore là một phiên quốc của người Marathi với vinh dự nhận được 19 phát súng chào mừng trong các nghi lễ (một thứ hạng cao hiếm có) trong thời kỳ cai trị của người Anh ở Ấn Độ.
Nhà nước Indore nằm ở bang Madhya Pradesh của Ấn Độ ngày nay. Thủ phủ của nó là thành phố Indore. Nhà nước Indore có diện tích 24.605 km2 và dân số 1.325.089 người vào năm 1931. Các đô thị quan trọng khác ngoài Indore là Rampura, Khargone, Maheshwar, Mehidpur, Barwaha và Bhanpura; có tổng số 3.368 làng.